# Československé státní dráhy
 (décembre 2021).
Si vous disposez d'ouvrages ou d'articles de référence ou si vous connaissez des sites web de qualité traitant du thème abordé ici, merci de compléter l'article en donnant les références utiles à sa vérifiabilité et en les liant à la section « Notes et références ».
Pour les articles homonymes, voir CSD.
Československé státní dráhy (ČSD, prononciation tchèque : [ˈtʃɛskoˌslovɛnskɛː ˈstaːtniː ˈdraːɦɪ], en slovaque Československé štátne dráhy, en allemand : Tschechoslowakische Staatsbahnen) est le nom des chemins de fer de l'ancienne Tchécoslovaquie.

## Histoire

### La ČSD dans la Première République
Le 28 décembre 1918, immédiatement après la fin de la Première Guerre mondiale et la dissolution de l'Autriche-Hongrie, la Československé státní dráhy (ČSD) a été fondée en tant que compagnie de chemin de fer de la Tchécoslovaquie. La ČSD a ensuite pris la relève du k.k. Staatsbahnen (Compagnie des chemins de fer de l'État autrichien, kkStB) et des chemins de fer d'État hongrois (MÁV) et a couvert presque tout le réseau ferroviaire du territoire de la Tchécoslovaquie nouvellement créée. Initialement, les grands chemins de fer privés Kaschau-Oderberger (de) (KsOd), Aussig-Teplice (de) (ATE) et Buschtěhrad (de) (BEB) sont restés indépendants. Pour la majorité des chemins de fer d'intérêt local garantis par l'État sur les terres tchèques, le ČSD a pris en charge la gestion du kkStB. 

Matériel roulant
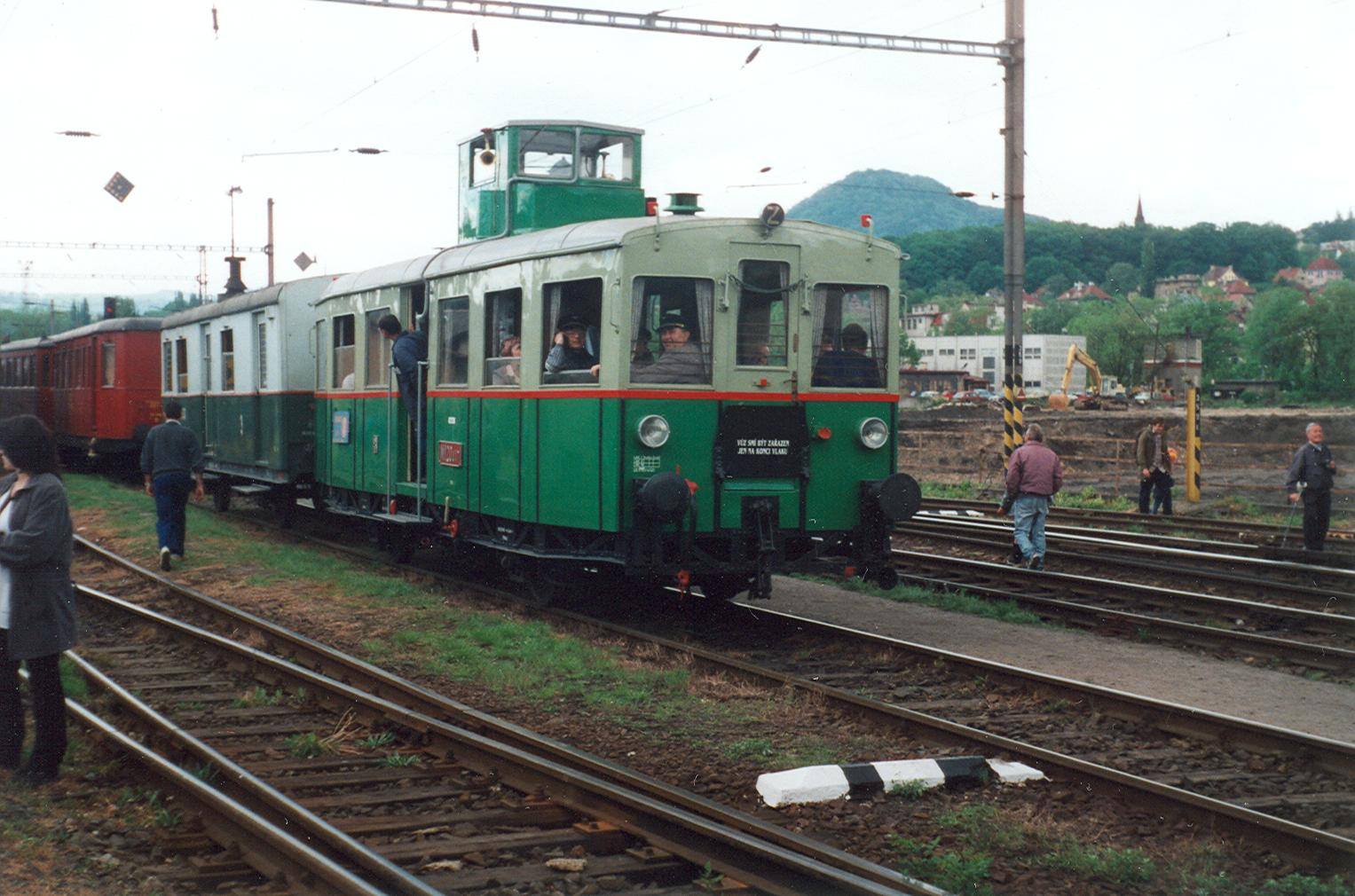
Autorail Tatra M 120.4 (1930–1935).
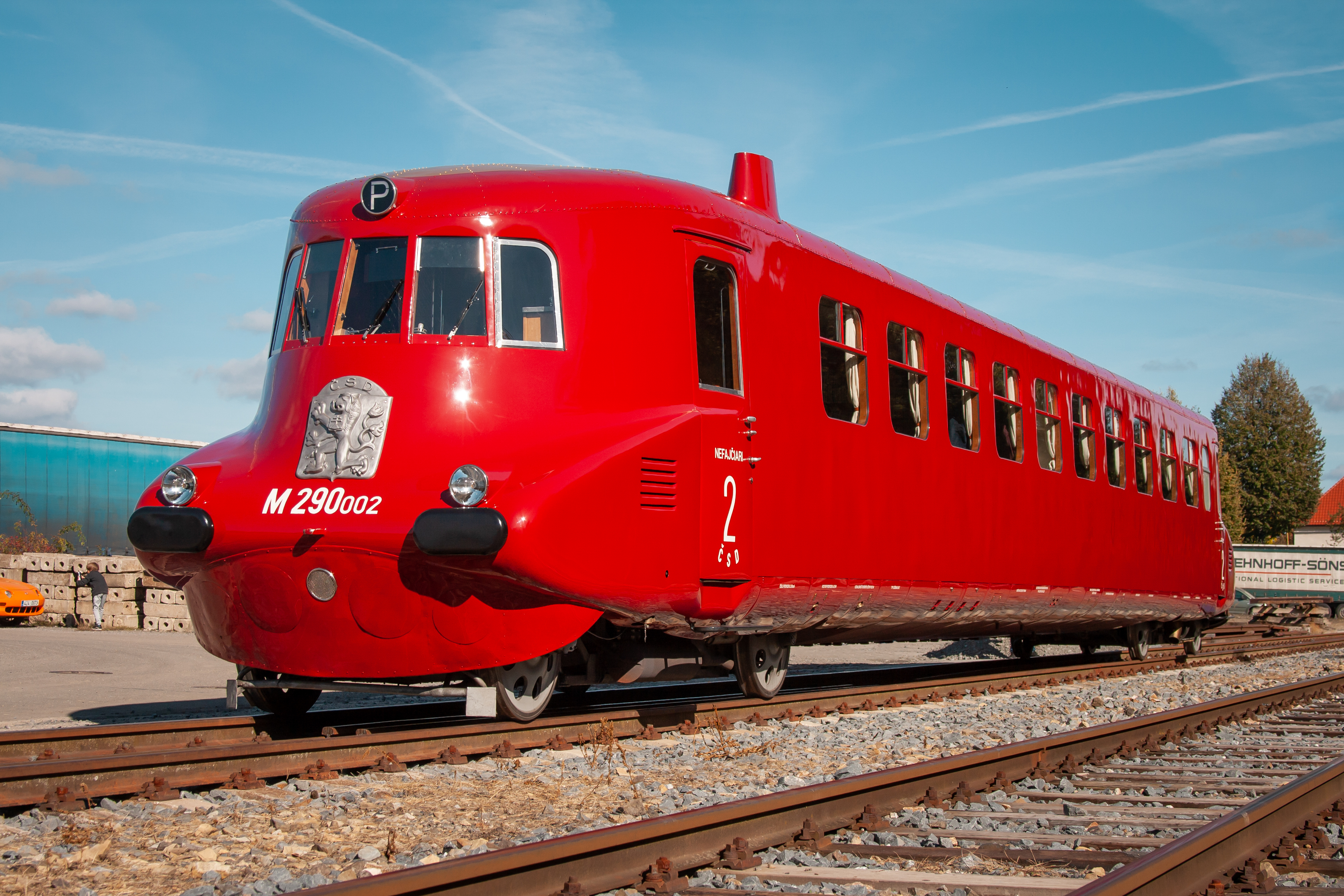
Voiture rapide Slovenská Strela.

### Après la Seconde Guerre mondiale

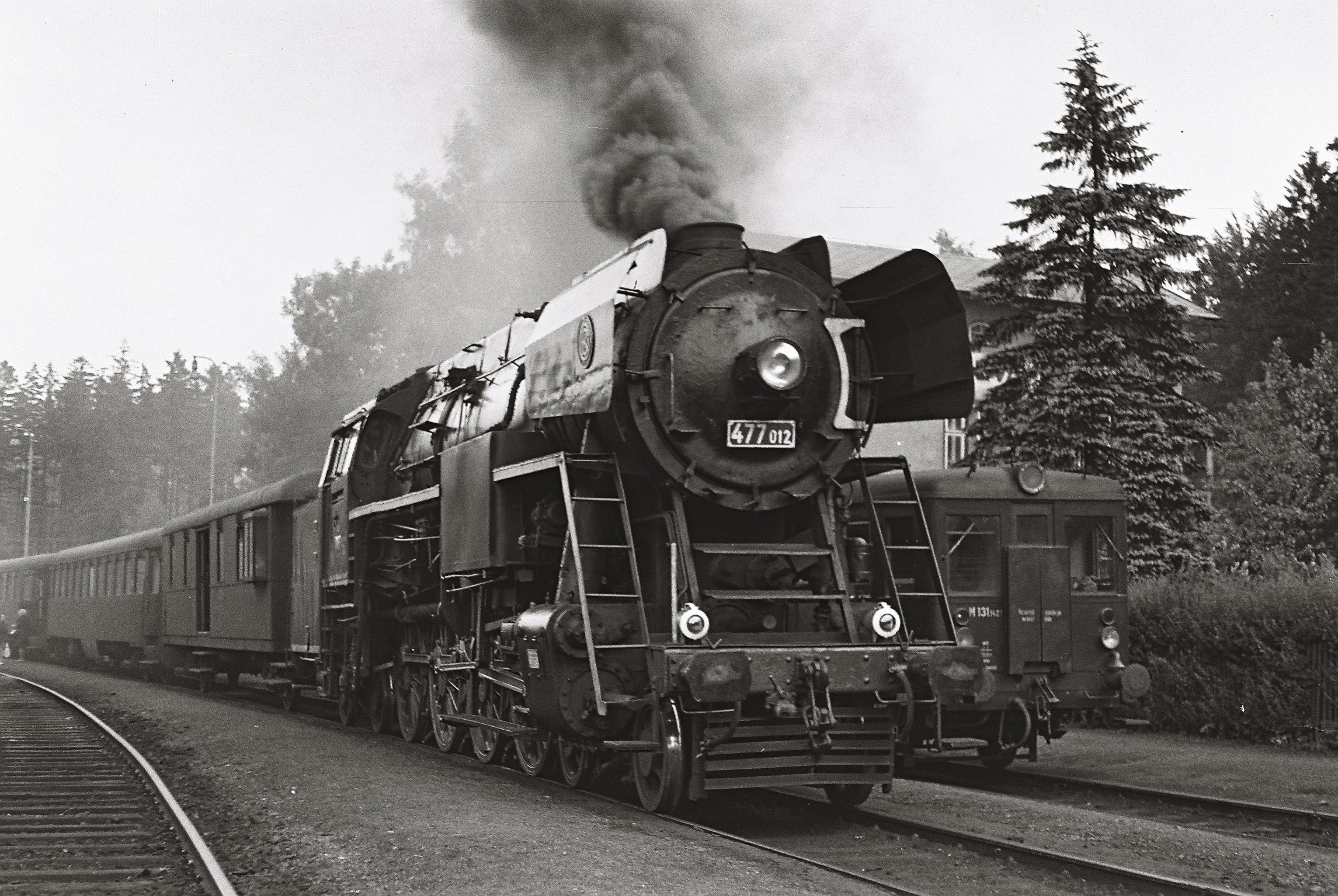
Train de voyageurs à Jedlová (1974).